# Rhagio cinerascens
Rhagio cinerascens is een vliegensoort uit de familie van de snavelvliegen (Rhagionidae). De wetenschappelijke naam van de soort is voor het eerst geldig gepubliceerd in 1884 door von Roder.